# Xenopus
Xenopus – rodzaj płazów bezogonowych z rodziny grzbietorodowatych (Pipidae).

## Zasięg występowania
Rodzaj obejmuje gatunki występujące w Afryce na południe od Sahary z odosobnionym zapisem w Ennedi (północno-wschodni Czad); wprowadzony do części Stanów Zjednoczonych, Meksyku, Indonezji, Chile i Europy.

## Systematyka

### Etymologia
- Xenopus: gr. ξενος xenos „obcy, dziwny”[7]; πους pous, ποδος podos „stopa”[8].
- Dactylethra: gr. δακτυληθρα daktulēthra „naparstek”[3]. Gatunek typowy: nie wyznaczony.
- Silurana: łac. silus „z perkatym nosem”[9]; rana „żaba”[10]. Gatunek typowy: Silurana tropicalis J.E. Gray, 1864.

### Podział systematyczny
Do rodzaju należą następujące gatunki:

- Xenopus allofraseri Evans, Carter, Greenbaum, Gvoždík, Kelley, McLaughlin, Pauwels, Portik, Stanley, Tinsley, Tobias & Blackburn, 2015
- Xenopus amieti Kobel, du Pasquier, Fischberg & Gloor, 1980
- Xenopus andrei Loumont, 1983
- Xenopus borealis Parker, 1936
- Xenopus boumbaensis Loumont, 1983
- Xenopus calcaratus Peters, 1875
- Xenopus clivii Peracca, 1898
- Xenopus epitropicalis Fischberg, Colombelli & Picard, 1982
- Xenopus eysoole Evans, Carter, Greenbaum, Gvoždík, Kelley, McLaughlin, Pauwels, Portik, Stanley, Tinsley, Tobias & Blackburn, 2015
- Xenopus fischbergi Evans, Carter, Greenbaum, Gvoždík, Kelley, McLaughlin, Pauwels, Portik, Stanley, Tinsley, Tobias & Blackburn, 2015
- Xenopus fraseri Boulenger, 1905
- Xenopus gilli Rose & Hewitt, 1927 – platana przylądkowa[11]
- Xenopus itombwensis Evans, Carter, Tobias, Kelley, Hanner & Tinsley, 2008
- Xenopus kobeli Evans, Carter, Greenbaum, Gvoždík, Kelley, McLaughlin, Pauwels, Portik, Stanley, Tinsley, Tobias & Blackburn, 2015
- Xenopus laevis (Daudin, 1802) – platana szponiasta[11]
- Xenopus largeni Tinsley, 1995
- Xenopus lenduensis Evans, Greenbaum, Kusamba, Carter, Tobias, Mendel & Kelley, 2011
- Xenopus longipes Loumont and Kobel, 1991
- Xenopus mellotropicalis Evans, Carter, Greenbaum, Gvoždík, Kelley, McLaughlin, Pauwels, Portik, Stanley, Tinsley, Tobias & Blackburn, 2015
- Xenopus muelleri (Peters, 1844) – platana sawannowa[11]
- Xenopus parafraseri Evans, Carter, Greenbaum, Gvoždík, Kelley, McLaughlin, Pauwels, Portik, Stanley, Tinsley, Tobias & Blackburn, 2015
- Xenopus petersii Bocage, 1895
- Xenopus poweri Hewitt, 1927
- Xenopus pygmaeus Loumont, 1986
- Xenopus ruwenzoriensis Tymowska & Fischberg, 1973
- Xenopus tropicalis (J.E. Gray, 1864)
- Xenopus vestitus Laurent, 1972
- Xenopus victorianus Ahl, 1924
- Xenopus wittei Tinsley, Kobel & Fischberg, 1979